# Giulio Ricordi

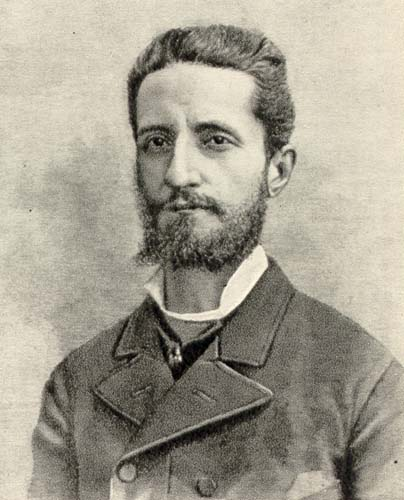
Giulio Ricordi

Giulio Ricordi (* 19. Dezember 1840 in Mailand; † 6. Juni 1912 ebenda) war ein italienischer Musikverleger, der ab 1858 Geschäftsführer und ab 1888 Leiter der Mailänder Casa Ricordi war.

## Leben
Der Sohn Tito Ricordis war vielseitig begabt: als Schriftsteller, Maler, Komponist (Oper La secchia rapita unter dem Namen Jules Burgmein) und Geschäftsmann. Unter seiner Leitung erreichte das Verlagshaus Ricordi den Höhepunkt seiner Entwicklung.  Er expandierte den Verlag nach Neapel, nach Florenz (1865), Rom (1871), London (1878) sowie Palermo und Paris (1888) und war der Verleger Vincenzo Bellinis (posthum), der späten Opern Giuseppe Verdis und der Opern Giacomo Puccinis. Zudem sicherte er dem Verlag die italienischen Rechte an den Werken Richard Wagners. Ab 1866 leitete Ricordi die La gazzetta musicale di Milano. 1879 gründete er die Società Orchestrale del Teatro alla Scala. Nach seinem Tode übernahm sein Sohn Tito Ricordi die Leitung des Verlages.